# Tetroda

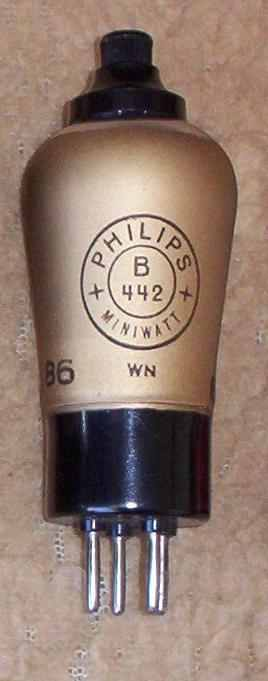
Tetroda B442

Tetroda – rodzaj lampy elektronowej posiadającej cztery elektrody: anodę, katodę i dwie siatki umieszczone pomiędzy anodą i katodą.
Krótko tetrodami nazywa się najczęściej czteroelektrodowe lampy próżniowe, choć niektóre tyratrony są gazowanymi tetrodami.

## Budowa i zasada działania

Symbol tetrody

Tetroda to lampa elektronowa posiadająca cztery elektrody – żarzoną katodę będącą źródłem elektronów (na skutek zjawiska termoemisji), anodę spolaryzowaną dodatnio względem katody i umieszczone pomiędzy nimi dwie siatki. Elektrony przepływają od katody do anody, a sterowane odpowiednimi napięciami siatki wpływają na ich ruch, zmieniając prąd płynący przez lampę.
Tetroda różni się od triody tym, że posiada o jedną siatkę więcej. Funkcje dodatkowej siatki mogą być różne, w zależności od jej położenia, konstrukcji i polaryzacji. Powstało więc kilka rodzajów tetrod o różnych właściwościach i przeznaczeniu.

## Historia
- Tetrodę skonstruował w 1919 r. Walter Schottky.
- W 1926 Albert Wallace Hull i Williams wynaleźli tetrodę z siatką ekranującą.
- Pierwszą tetrodę strumieniową 6L6 wyprodukowała w 1936 firma RCA.

## Rodzaje i zastosowania

### Z siatką przeciwładunkową

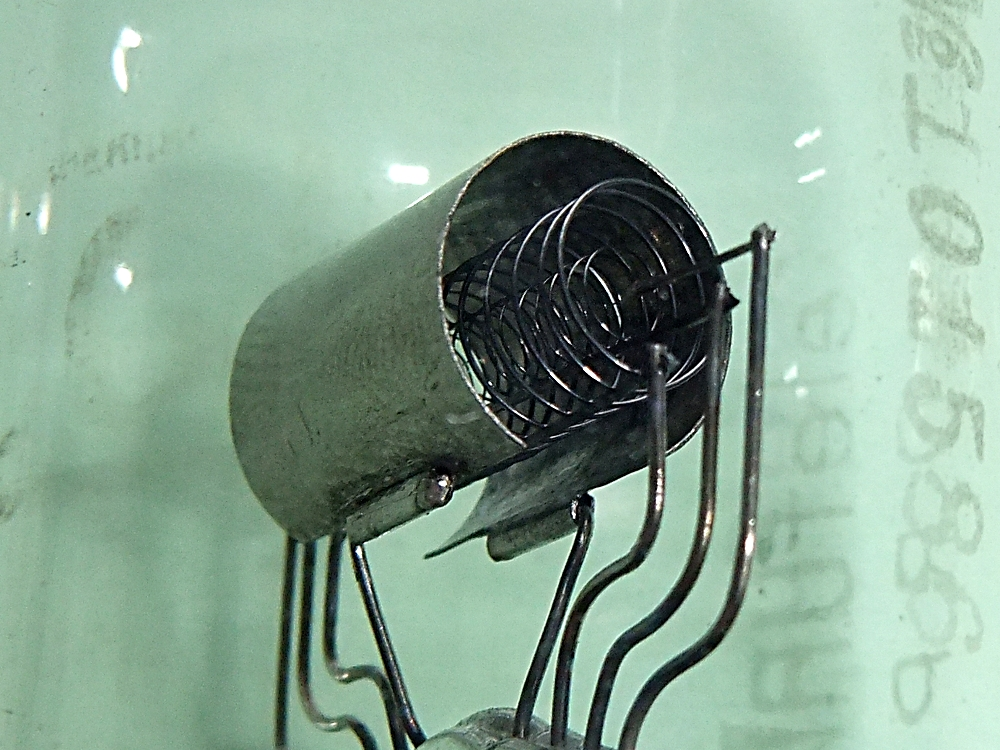
Konstrukcja pochodzącej z 1920 tetrody RE20 z siatką przeciwładunkową

We wczesnych tetrodach dodatkową siatkę umieszczono pomiędzy katodą a siatką sterującą, którą była siatka druga. Siatka pierwsza miała potencjał dodatni względem katody, a jej działanie polegało na likwidowaniu ładunku przestrzennego w otoczeniu katody. Z tego względu siatka ta była nazywana siatką katodową lub przeciwładunkową. Usunięcie ładunku przestrzennego z otoczenia katody umożliwiało pracę tych lamp przy stosunkowo niskich napięciach anodowych (rzędu kilkunastu woltów) oraz w pewnym stopniu pozwalało zwiększyć nachylenie charakterystyki. Prąd siatki przeciwładunkowej był tego samego rzędu co prąd anody, a w niektórych typach osiągał wartości nawet kilkakrotnie przewyższające prąd anody.
Lampy tego rodzaju miały podstawowe wady triod, na przykład niewielki współczynnik wzmocnienia i dużą pojemność między siatką a anodą. Były dość popularne w pierwszej połowie lat 20., umożliwiając budowę prostych, najczęściej jednolampowych odbiorników przeznaczonych do odbioru na słuchawki, niewymagających przy tym wysokich napięć zasilania. Przykładowe typy to D4, D6, A441, RV2,4T3, RE074d.
Do koncepcji tych lamp powrócono na krótko w latach pięćdziesiątych, kiedy to wprowadzono kilka typów z przeznaczeniem do odbiorników samochodowych, na przykład 12K5 i tetrody wchodzące w skład złożonych lamp 12DL8, 12DS7, 12AL8. Tetrodami z siatką przeciwładunkową były też często lampy elektrometryczne, na przykład BDM20, 2E2P, 6196.

### Z siatką ekranującą

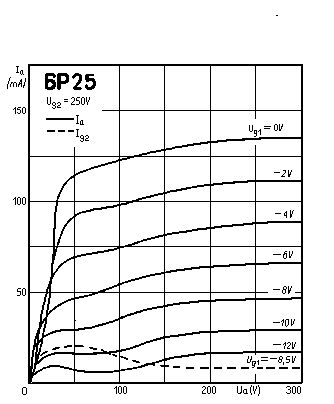
Charakterystyka anodowa tetrody 6P25

Właściwe tetrody, w których wyeliminowano wady triod (silne oddziaływanie anody na pole elektryczne w okolicy siatki, oraz dużą pojemność pomiędzy anodą a siatką) pojawiły się w drugiej połowie lat 20. Nazywane były początkowo lampami ekranowymi, a później ekranowanymi. W stosunku do triody lampa ekranowana zawiera dodatkową siatkę umieszczoną pomiędzy siatką pierwszą (sterującą) a anodą. Siatka ta służy do minimalizacji wpływu anody na pole elektryczne siatki sterującej, podłączona jest do stałego potencjału, ekranując anodę od siatki sterującej – stąd jej nazwa: siatka ekranująca.
Wprowadzenie siatki ekranującej ma bardzo duży wpływ na charakterystyki i parametry lampy. Jak widać na charakterystyce anodowej (charakterystyce zależności prądu anody od napięcia na anodzie przy ustalonym napięciu innych elektrod) nachylenie wykresu jest niewielkie – czyli wpływ napięcia anody na prąd anody jest niewielki. Umożliwia to uzyskanie dużego wzmocnienia w jednej lampie – dla triody jest to typowo 10–50 razy, dla tetrod może osiągać wartości rzędu 200–1000 razy.
Ponadto pojemność pomiędzy siatką sterującą a anodą zostaje znacznie ograniczona – typowe wartości są rzędu 0,01 pF dla tetrod sygnałowych w porównaniu z 1 pF dla triod, dzięki czemu możliwe jest wzmacnianie sygnałów o wysokich częstotliwościach.

### Selektody
Selektody (lampy regulacyjne) to lampy, w których siatka sterująca posiada obszary o różnej gęstości, co powoduje duże zmiany nachylenia charakterystyki (a co za tym idzie wzmocnienia) w zależności od punktu pracy. Były one stosowane w odbiornikach radiowych we wzmacniaczach wielkiej i pośredniej częstotliwości z automatyczną regulacją wzmocnienia.
Przykłady tetrod-selektod to E445, E455. Były one stosunkowo nieliczne, gdyż zostały szybko wyparte przez pentody.

### Tetrody strumieniowe

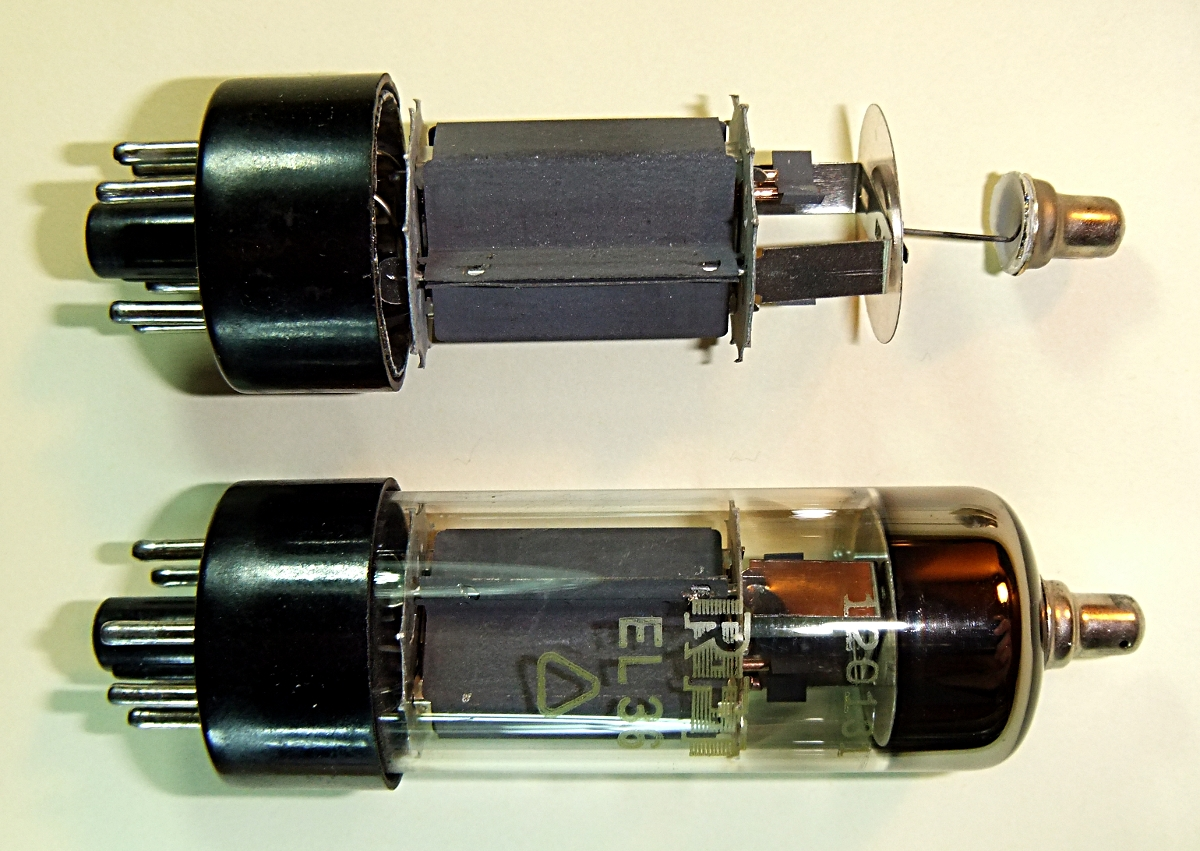
Tetroda strumieniowa EL36

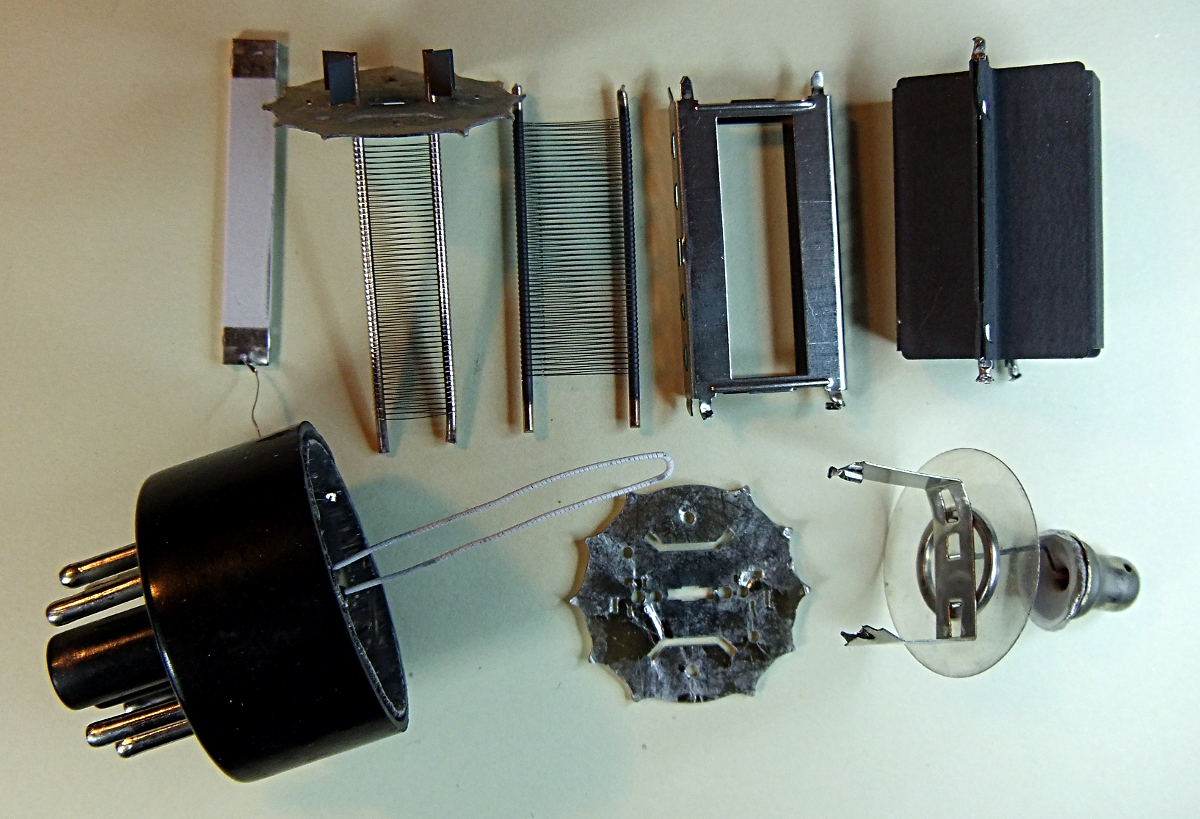
Elementy składowe tetrody strumieniowej EL36. Na dole od lewej: cokół z grzejnikiem, mikowy mostek mocujący elektrody, wyprowadzenie anody. U góry: katoda, siatka sterująca z mostkiem i radiatorami, siatka ekranująca, elektroda skupiająca, anoda.

Istotną wadą tetrody jest zachodzenie w niej zjawiska dynatronowego będącego rezultatem emisji wtórnej. Uderzające w anodę elektrony wybijają z niej tak zwane elektrony wtórne. Jeśli napięcie anodowe jest większe od napięcia siatki ekranującej ogół elektronów osiąga anodę. Gdy napięcie na siatce ekranującej jest wyższe niż na anodzie (na przykład z powodu spadku napięcia na obciążeniu obwodu anodowego) część elektronów wtórnych osiąga tę siatkę, powodując zmniejszenie się całkowitego prądu anodowego i powodując zniekształcenie charakterystyki anodowej (występuje na niej obszar ujemnej rezystancji dynamicznej). Może to prowadzić do zniekształceń wzmacnianego sygnału i pasożytniczych oscylacji.
Tetrody strumieniowe (wiązkowe) umożliwiają eliminację tego zjawiska, dzięki specjalnej konstrukcji – obie siatki mają jednakową liczbę zwojów tak ustawionych, że zwoje siatki pierwszej zasłaniają zwoje siatki ekranującej. Powoduje to skupianie elektronów w wiązki (strumienie) w płaszczyźnie pionowej. Skupianie elektronów w płaszczyźnie poziomej zapewniają specjalne płytki połączone z katodą. Zagęszczone w ten sposób strumienie elektronów powodują obniżenie potencjału między siatką ekranującą a anodą podobnie jak w pentodzie w wyniku działania siatki hamującej. Ze względu na dużą pojemność pomiędzy siatką sterującą a anodą (do 1 pF) tetrody strumieniowe nie są stosowane w układach wielkiej częstotliwości.
Tetroda strumieniowa z punktu widzenia liczby elektrod jest pentodą o specyficznej konstrukcji siatki trzeciej (w postaci płytek skupiających strumień elektronów) oraz specyficznym usytuowaniu względem siebie pozostałych siatek. Dlatego niektóre z produkowanych w Europie tetrod strumieniowych były przez niektórych producentów nazywane pentodami. Przykładem takiej lampy jest AL5.
Pierwszą tetrodą strumieniową była lampa 6L6, inne popularne typy tych lamp to 6V6 (wraz z licznymi wersjami, na przykład 6P1P), 807 i liczne lampy stosowane w układach odchylania poziomego telewizorów.

### Tetrody mieszające

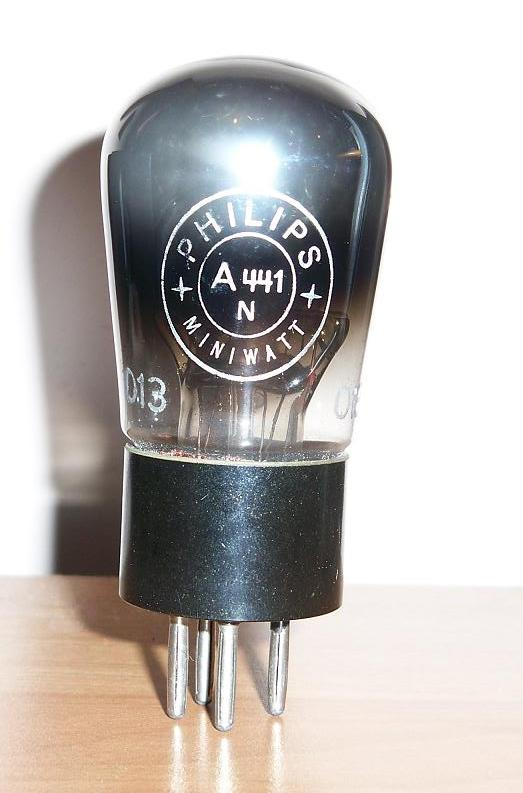
Tetroda mieszająca A441N

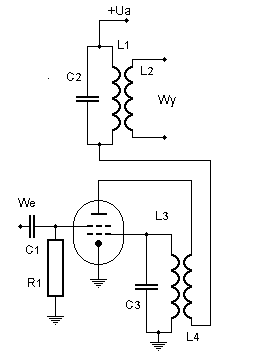
Układ przemiany częstotliwości na tetrodzie

Pod koniec lat 20 pojawiły się tetrody przeznaczone do układów przemiany częstotliwości w radiowych odbiornikach superheterodynowych. Lampy tego rodzaju posiadały dwie siatki sterujące, przy czym mogły pracować jako mieszacz z zewnętrzną heterodyną lub jako mieszacz samodrgający. Sygnał odbieranej stacji był podawany na siatkę drugą, natomiast na siatkę pierwszą podawano sygnał z zewnętrznej heterodyny lub wykorzystywano ją do realizacji własnej heterodyny. Wadą tetrod mieszających była znacząca pojemność między siatkami, toteż w celu ograniczenia przenikania sygnału heterodyny do anteny, mieszacz poprzedzano rezonansowym wzmacniaczem wielkiej częstotliwości. Kilka lat później wady te usunięto poprzez wprowadzenie dwóch siatek ekranujących i tym sposobem stworzenie nowego rodzaju lampy – heksody. Przykładowe typy tetrod mieszających to E441, REN704d i TM4.

### Tetrody z emisją wtórną
W drugiej połowie lat 30 pojawiły się specjalne tetrody przeznaczone do wzmacniaczy szerokopasmowych. Zwiększenia nachylenia charakterystyki, parametru istotnego w ww. zastosowaniach, dokonano poprzez wykorzystanie zjawiska powielania elektronów w wyniku emisji wtórnej. Tetroda z emisją wtórną posiada katodę, siatkę sterującą, siatkę ekranującą, anodę oraz drugą katodę zwaną dynodą (w istocie jest ona piątą elektrodą, jednak w nazwie jej nie uwzględniano). Dynoda jest pokryta materiałem o dużym współczynniku emisji wtórnej. System elektrod jest tak skonstruowany, by elektrony pierwotne emitowane przez katodę, po przejściu przez siatkę sterującą i ekranującą padały najpierw na dynodę, a dopiero potem, wraz z elektronami wtórnymi na anodę. W tym celu anodę usytuowano odpowiednio względem dynody oraz wprowadzono dodatkowe ekrany, których zadaniem jest właściwe uformowanie oraz nakierowanie strumienia elektronów pierwotnych na dynodę. Zależności pomiędzy prądem anody a prądem dynody w tego rodzaju lampach były niekiedy wykorzystywane do realizacji układów symetryzujących (odwracaczy fazy) do przeciwsobnych wzmacniaczy mocy. Przykładowe typy: EE1, EEP1, EE50.

### Tetrody nadawcze
Tetrody były często używane w roli lamp nadawczych i przemysłowych. Małe tetrody nadawcze miały moc paru watów, często były produkowane w postaci lamp podwójnych, na przykład QQV02-6, 832A (GU32), QQE03/12. Bardzo popularna i produkowana przez wiele lat była niewielka tetroda nadawcza 807. Duże tetrody nadawcze osiągały dopuszczalną moc strat w anodzie określaną w dziesiątkach kilowatów. Przykłady dużych tetrod nadawczych to 6166, GU23A, GU26.

## Oznaczenia
W europejskim systemie oznaczeń lamp odbiorczych tetrodom sygnałowym odpowiada druga litera oznaczenia E, a tetrodom mocy litera L.

## Podstawowe parametry
Podstawowe parametry tetrod próżniowych to:
- Napięcie żarzenia i prąd żarzenia
- Wartości charakterystyczne (przy określonych napięciach na elektrodach)
  - Prąd anody
  - Prąd siatki drugiej
  - Nachylenie charakterystyki
- Pojemności międzyelektrodowe
- Wartości dopuszczalne
  - Maksymalna moc wydzielana na anodzie
  - Maksymalna moc wydzielana na siatce drugiej
  - Maksymalne napięcie na anodzie
  - Maksymalne napięcie na siatce drugiej
  - Maksymalny prąd katody
  - Dopuszczalne napięcie między katodą i grzejnikiem